# Merinotus pulchripennis
Merinotus pulchripennis är en stekelart som först beskrevs av Gyöö Viktor Szépligeti 1908.  Merinotus pulchripennis ingår i släktet Merinotus och familjen bracksteklar. Inga underarter finns listade i Catalogue of Life.